# Hold Everything (film, 1930)
Pour les articles homonymes, voir Hold Everything.

Hold Everything est un film américain réalisé par Roy Del Ruth, sorti en 1930.

## Synopsis
Gink Schiner est un combattant de troisième ordre du monde de la boxe, qui se trouve dans le même camp d'entraînement que Georges La Verne, un prétendant au titre de champion poids lourd. Bien qu'il doive concentrer toute son énergie sur le combat à venir, Georges ne cesse de se laisser distraire par Norine Lloyd, une dame de la haute société, qui lui porte un intérêt superficiel. Georges lui préfère Sue, une vieille copine et confidente de l'école. De son côté Gink rencontre des problèmes avec les femmes car ses flirts ne plaisent pas du tout à Toots, son ancienne petite amie. Les choses se compliquent lorsque Larkin, le manager de l'actuel champion poids lourd Bob Morgan, se présente dans le but de truquer le combat. Il est démasqué et renvoyé, après quoi il tente de corrompre Mickey Finn avec un plan qui tourne à la catastrophe lorsque Gink échange les boissons. Pendant ce temps, Gink, qui participe à un combat préliminaire avant le grand combat gagne réellement sans aucune triche. Les choses ne s'annoncent pas aussi bien pour Georges, qui est d'abord le plus malmené dans son combat contre Morgan, mais qui finit par s'en sortir.

## Fiche technique
- Titre : Hold Everything
- Réalisation : Roy Del Ruth
- Scénario : Robert Lord d'après la comédie musicale éponyme de Buddy G. DeSylva, Ray Henderson et John McGowan
- Société de production : Warner Bros. Pictures
- Photographie : Devereaux Jennings
- Montage : William Holmes
- Pays d'origine : États-Unis
- Format : Couleurs - 1,37:1
- Genre : Comédie, film musical
- Durée : 74 minutes
- Date de sortie : 1930

## Distribution
- Joe E. Brown : Gink Schiner
- Winnie Lightner : Toots Breen
- Georges Carpentier : Georges La Verne
- Sally O'Neil : Sue Burke
- Edmund Breese : Pop O'Keefe
- Bert Roach : Nosey Bartlett